# Шаймарданов Дамір Едуардович
Дамір Едуардович Шаймарданов (рос. Дамир Эдуардович Шаймарданов; 2 серпня 1998, Йошкар-Ола, Республіка Марій Ел, Росія — 30 квітня 2022, поблизу с. Довгеньке, Ізюмський район, Харківська область, Україна) — російський військовик, старший лейтенант. Герой Російської Федерації.

## Біографія
В 2016 році вступив на службу в ЗС РФ. В 2020 році закінчив Казанське вище танкове командне училище. З січня 2022 року — командир танкової роти 488-го мотострілецького полку 144-ї гвардійської мотострілецької дивізії. Учасник російського вторгнення в Україну 2022 року. Загинув 30 квітня 2022 року в бою під Ізюмом.

## Нагороди
- Герой Російської Федерації (26 травня 2022, посмертно) — медаль «Золота зірка» вручив родичам Шаймарданова т.в.о. Глави Республіки Марій Ел Юрій Зайцев.
- Орден Мужності (2022, посмертно)